# 4-ピロン-2,6-ジカルボン酸
4-ピロン-2,6-ジカルボン酸（英語、4-pyrone-2,6-dicarboxylic acid）は、有機酸の1種である。クサノオウ（Chelidonium majus）にも含有されることから、ケリドン酸（英語、Chelidonic acid）とも言う。

## 構造と性質

4-ピロン-2,6-ジカルボン酸の線角構造式。

4-ピロン-2,6-ジカルボン酸の分子式はC7H4O6で

、分子量は約184.11 である

。
4-ピロン-2,6-ジカルボン酸は、ピロン（別名、ピラノン）の構造異性体の1種である4-ピロンの複素環を構成する酸素原子の両隣の炭素原子に結合している水素が、それぞれカルボキシ基に置換された構造をしている。純粋な4-ピロン-2,6-ジカルボン酸は、常温常圧で針状晶の固体であり、融点は約262 ℃である

。
この結晶は、熱水には溶解し

、エタノールには溶けにくい

。
再結晶させた場合は、1分子の水を結晶水として持つことがあるものの、この結晶水は、102 ℃に加熱することで放出させられる

。
なお、融点の262 ℃を超えると4-ピロン-2,6-ジカルボン酸は、徐々にカルボキシ基が脱炭酸するという形で分解する

。

## 反応

ケリダム酸の合成法。

4-ピロン-2,6-ジカルボン酸をアンモニアと共に加熱することによって、ケリダム酸を合成することができる

。

## 分解
4-ピロン-2,6-ジカルボン酸は融点の262 ℃を超える温度では、徐々にカルボキシ基が脱炭酸するという形で分解する。まず、4-ピロン-2,6-ジカルボン酸が1分子の二酸化炭素を放出して4-ピロン-2-カルボン酸となり、さらに、これがもう1分子の二酸化炭素を放出して4-ピロンとなる

。
参考までに、4-ピロン-2-カルボン酸は4-ピロン-2,6-ジカルボン酸の分解温度よりも低い、250 ℃で分解する

。
したがって、この反応は連続して起こる。なお、銅の粉が反応系内に存在すると、銅によって、これらの加熱による脱炭酸反応が触媒されることが知られている

。

## 所在
4-ピロン-2,6-ジカルボン酸は、様々な植物中に含有されており、植物中のアルカロイドと結合して存在している

。
例えば、ケシ科のクサノオウや、ユリ科のオランダキジカクシ（Asparagus officinalis）に含まれている

。

## 製法

実験室レベルで可能な4-ピロン-2,6-ジカルボン酸の合成法。

## カルボン酸エステル
カルボン酸（カルボキシ基）は水素結合を生じ受けることもできるため、融点が上がることが知られている。既述の通り、4-ピロン-2,6-ジカルボン酸の融点は約262 ℃である。この分子が持つ2つのカルボキシ基のうちの1つをエタノールでエステルにして、片方はカルボキシ基のままになっているモノエチルエステルの融点は約227 ℃である

。
これに対して、カルボキシ基2つをエタノールで共にエステルにした、ジエチルエステルの融点は約63 ℃である

。
このように、4-ピロン-2,6-ジカルボン酸の場合も、カルボキシ基をエステル化すると融点は下がる。
ちなみに、モノエチルエステルの用途としては、エステルの状態のままで加熱すると、エステル化されていないカルボキシ基を脱炭酸させることができる。その後、エステルを酸で加水分解することによって、4-ピロン-2-カルボン酸を得ることができる

。